# Université de Mbandaka

L'université de Mbandaka (UNIMBA) est une université publique de la république démocratique du Congo, basée dans la province d'Équateur, ville de Mbandaka.

## Composition
L'université de Mbandaka est composée de six facultés :
- Faculté de Droit
- Faculté de Médecine
- Faculté des Sciences Economiques et de Gestion
- Faculté des Sciences Sociales, Politiques et Administratives
- Faculté des Sciences: Environnement
- Faculté de Psychologie.

L'Université de Mbandaka a commencé à œuvrer comme extension de l'Université de Kinshasa entre 1994 à 2008, et est devenue autonome de 2008 à ces jours.
Depuis sa création (1994), l'Université de Mbandaka a été dirigée par :
1. Prof. Dr. BIKOKO (Représentant de l'extension de l'UNIKIN) ;
2. Prof. Dr. EHUNGU Guni ;
3. Prof. Dr. ILINGA ;
4. Prof. Dr. EKOKO Gracien ;
5. Prof. Dr. MBAMBI ;
6. Prof. Dr. NDUMBA ;
7. Prof. Dr. LIANDJA Jean Pierre ;
8. Prof. Dr. BONGAMBO César.